# El Torno
El Torno (en estremeñu El Tornu) es un municipio del Valle del Jerte, provincia de Cáceres, comunidad autónoma de Extremadura, en España.

## Geografía física

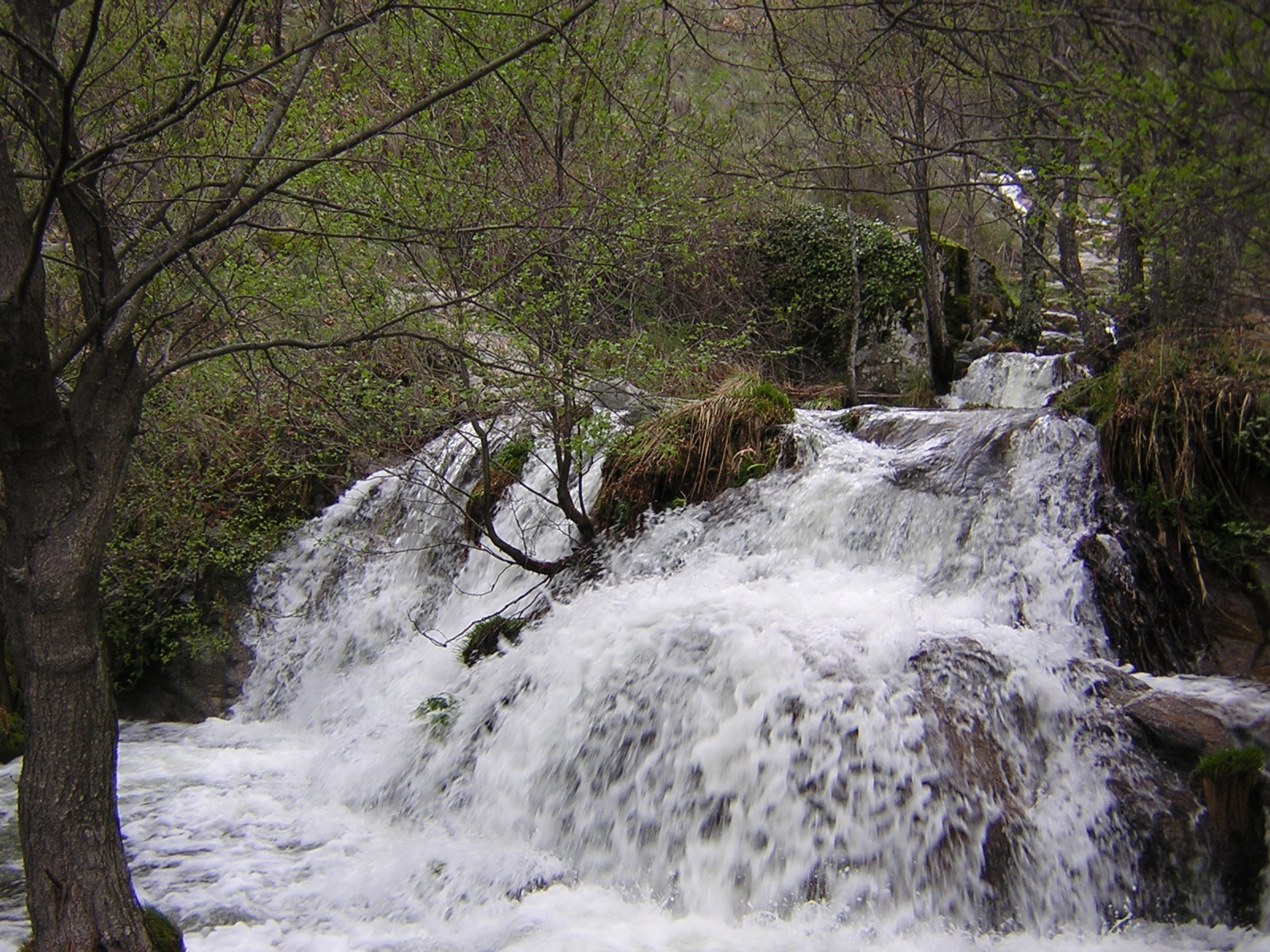
Garganta de La Puria.

El término municipal limita con los municipios de:
- Jarilla al noroeste.
- Valdastillas al noreste.
- Casas del Castañar al sur.
- Cabezabellosa al oeste.

Hay numerosas gargantas y arroyos en sus inmediaciones. La sierra es un lugar apropiado para el senderismo y el parapente y hay numerosas chozas de piedra, de reminiscencias celtas.[cita requerida]
En los últimos años está ganando en importancia el turismo rural, principalmente debido a las vistas del Valle del Jerte que pueden contemplarse desde el pueblo. El Torno cuenta con numerosas casas rurales y un albergue turístico.

## Historia

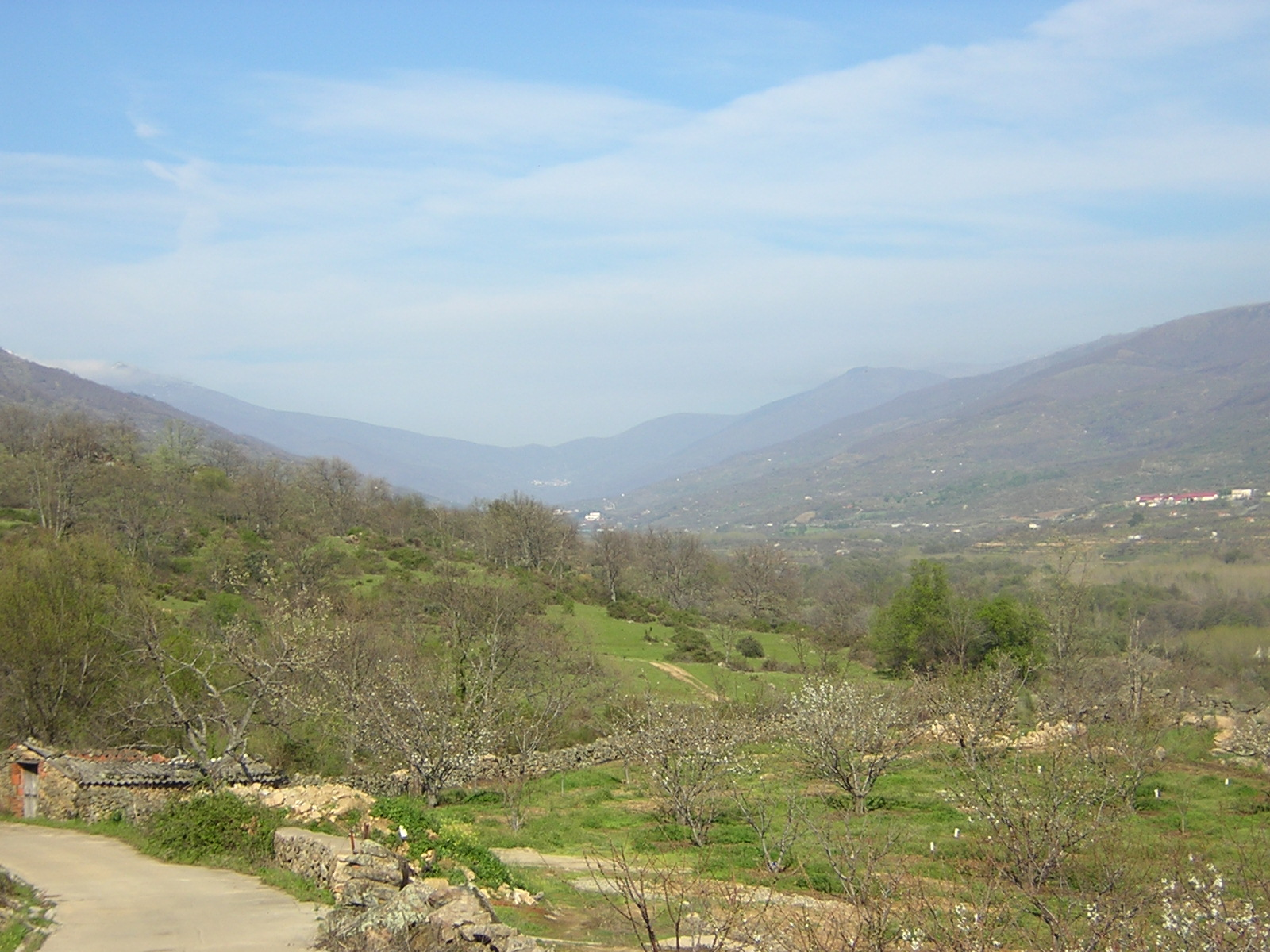
Valle del Jerte visto desde El Torno.

El término municipal estuvo habitado desde época prehistórica. Se han documentado yacimientos de época neolítica en las zonas cercanas al río, como El Hornito o Las Madroñeras, donde ha aparecido material cerámico realizado a mano, así como voladeras y molinos barquiformes. A pesar de los asentamientos de culturas como la  vetona,  celta,  romana y  árabe, el nacimiento de El Torno como población no se da hasta la Baja Edad Media. Tras la concesión del generoso Privilegio fundacional y del Fuero de Plasencia, por parte de Alfonso VIII, la ciudad contaba con atribuciones regias para la repoblación de su término. Puesto que el Valle del Jerte estaba incluido en el término placentino, pronto gentes de diferentes lugares acudieron al reclamo del privilegio y Fuero. 

La Ciudad (...) concedia, por medio de cartas datas, los terrenos que han llamado de sus Propios y Egidos; y los habitantes en particular obtenían porciones de terrenos para sí y sus sucesores mediante un pequeño canon
Memoria sobre los bienes pertenecientes al Sexmo de Plasencia. Plasencia,1888

El Torno nace de la repoblación por parte de los montañeses venidos del reino de León, que dedicados al pastoreo y atraídos por las condiciones, se asentaron en la sierra entre finales del XII y la primera mitad del XIII. Prueba de su origen, es la modalidad expresiva inequívocamente leonesa, que ha permanecido así, probablemente por la cerrada estructura social de los pueblos serranos y su aislamiento.
Destruido en la Guerra de la Independencia por su actividad guerrillera contra las tropas francesas, con el fin del Antiguo Régimen la localidad se constituye en municipio constitucional, conocido entonces como Torno en la región de Extremadura. Desde 1834 quedó integrado en el partido judicial de Plasencia. En el censo de 1842 contaba con 180 hogares y 986 vecinos

## Demografía
El Torno cuenta con una población de 833 habitantes (INE 2024).
| Gráfica de evolución demográfica de El Torno entre 1842 y 2021 |
| |
| Población de derecho según los censos de población del INE Población de hecho según los censos de población del INEEn estos censos se denominaba Torno: 1842, 1857, 1860, 1877 y 1887. |

## Economía

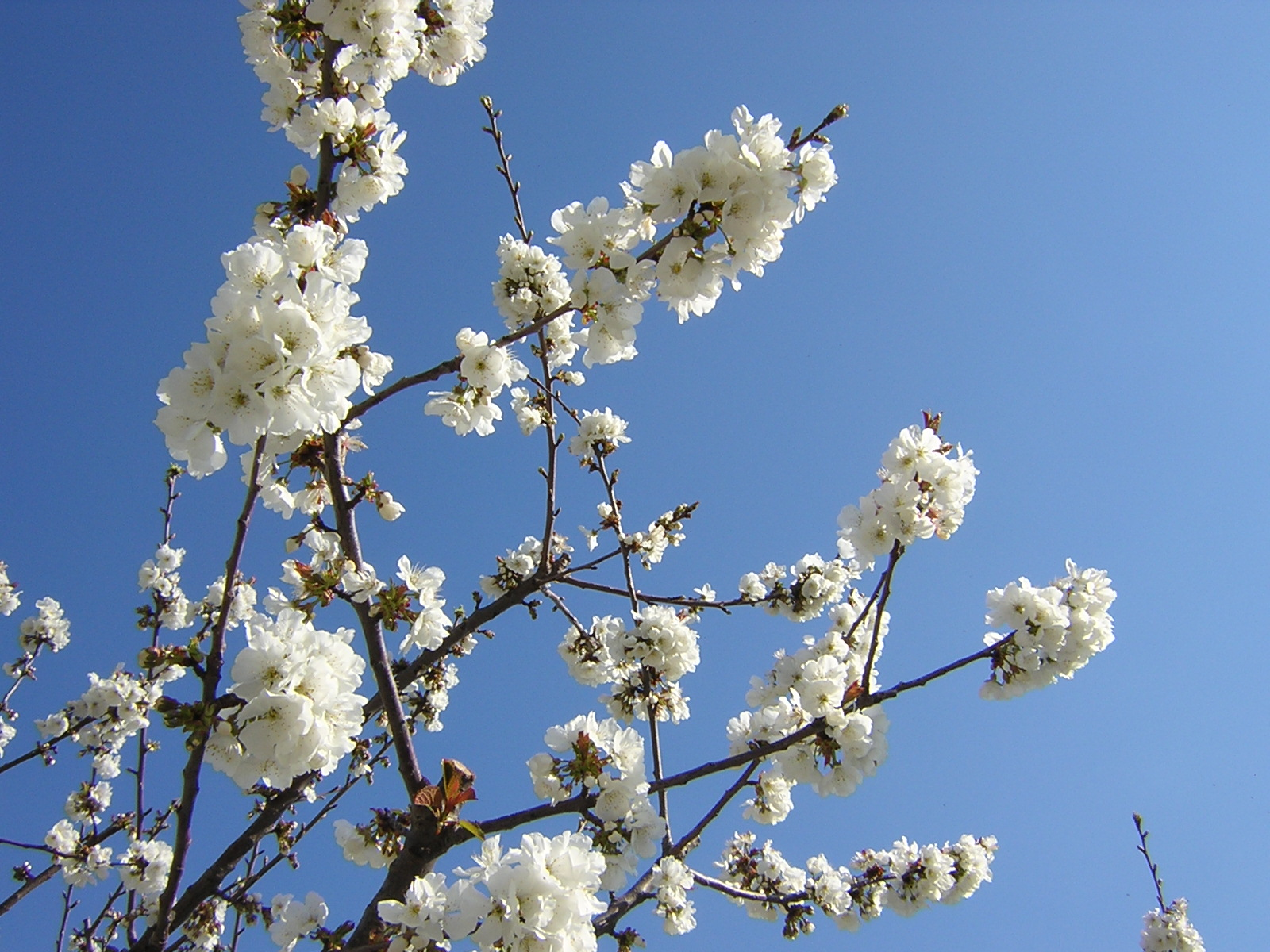
Flores de cerezos torniegos.

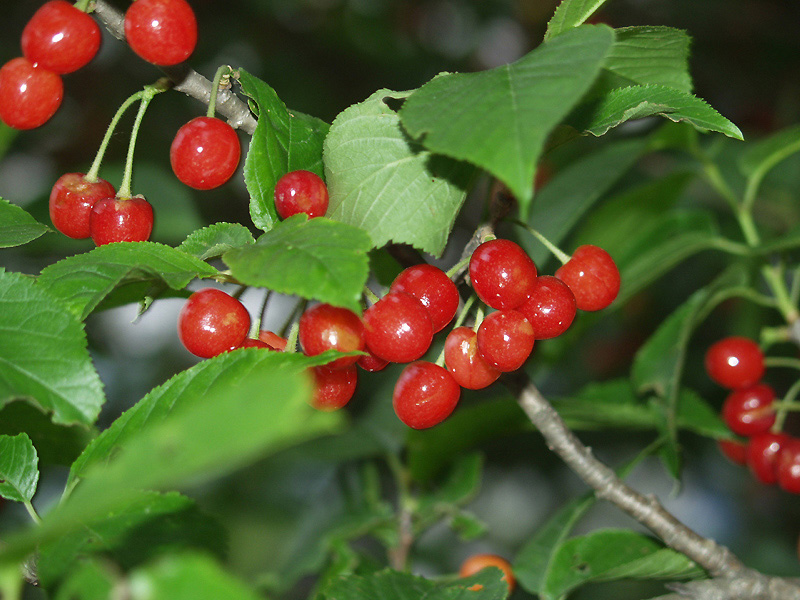
Cerezas torniegas.

Su población se dedica básicamente a la agricultura y a la ganadería, destacando el cultivo de cerezas, castañas, aceitunas, frambuesas y patatas. Estas últimas dieron fama a los torniegos, conocidos en el Jerte como "patateros" o "patatiegos".[cita requerida]

## Patrimonio cultural

### Arquitectónico
- Iglesia parroquial católica de Nuestra Señora de la Piedad, dependiente del arciprestazgo de Cabezuela del Valle,[9] fue construida en el siglo XVI y tiene un retablo de estilo barroco.[2]

### Escultórico
- Conjunto "El Mirador de la Memoria", monumento dedicado a la memoria histórica, vandalizado en 2009.[10]

### Folclore y festividades

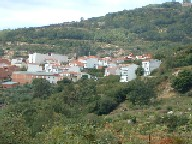
Panorámica de El Torno.

Las principales festividades celebradas en El Torno son las siguientes:

#### San Lucas (18 de octubre)
Es la fiesta más representativa del sentir torniego. Antiguamente, dos domingos antes de la fiesta, se celebraba en la plaza la feria de machorras (cabra vieja que ya no sirve para criar). Cada familia compraba una para la fiesta, o —dependiendo de la economía— dos familias compraban una entre las dos.

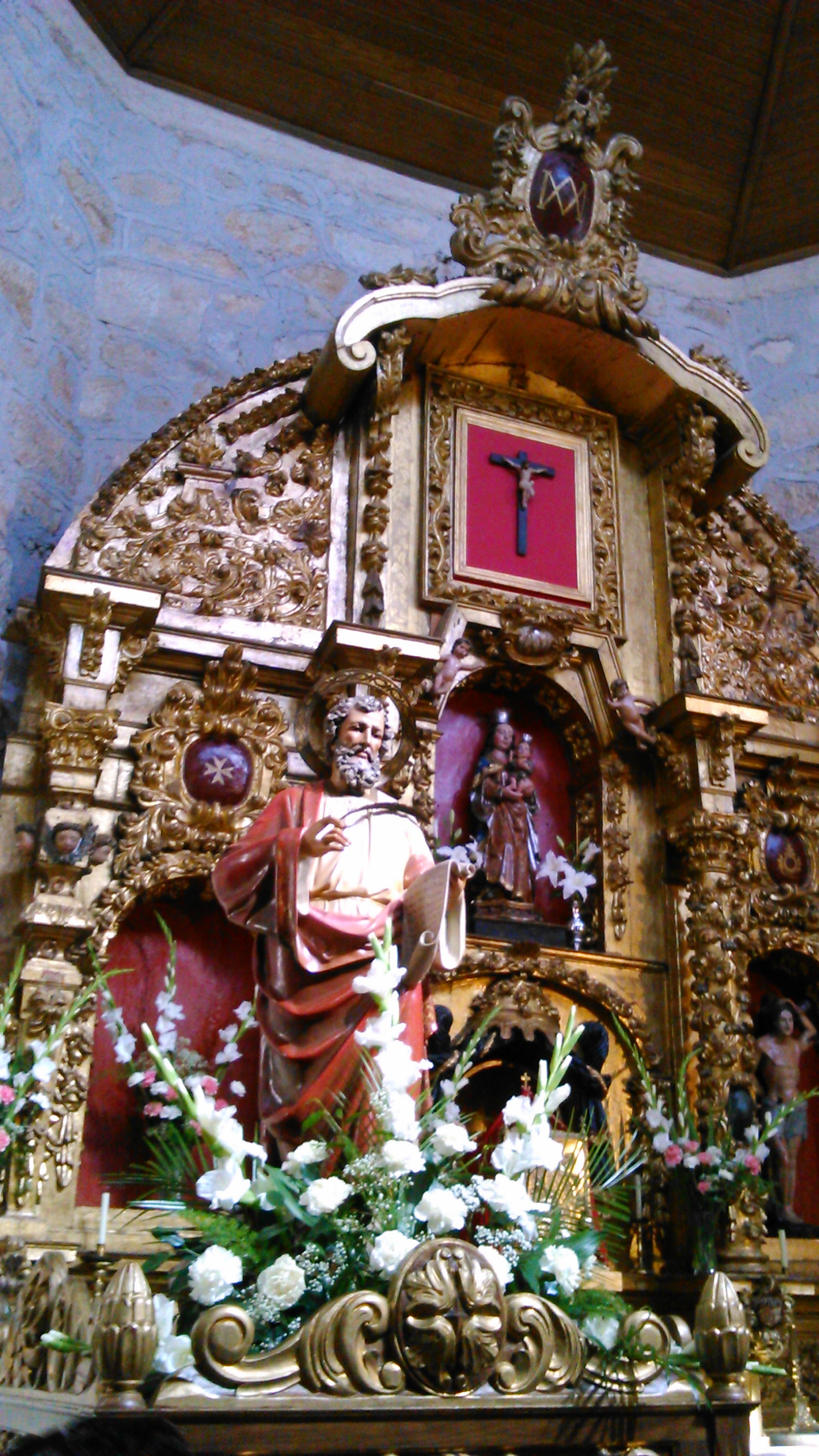
San Lucas.

Era tradicional celebrar corridas en la plaza, cerrada con tablones para tal fin. Las reses traídas por los ganaderos del pueblo eran toreadas y luego devueltas, no siendo nunca sacrificadas. Venían numerosos forasteros de los pueblos vecinos.[cita requerida]

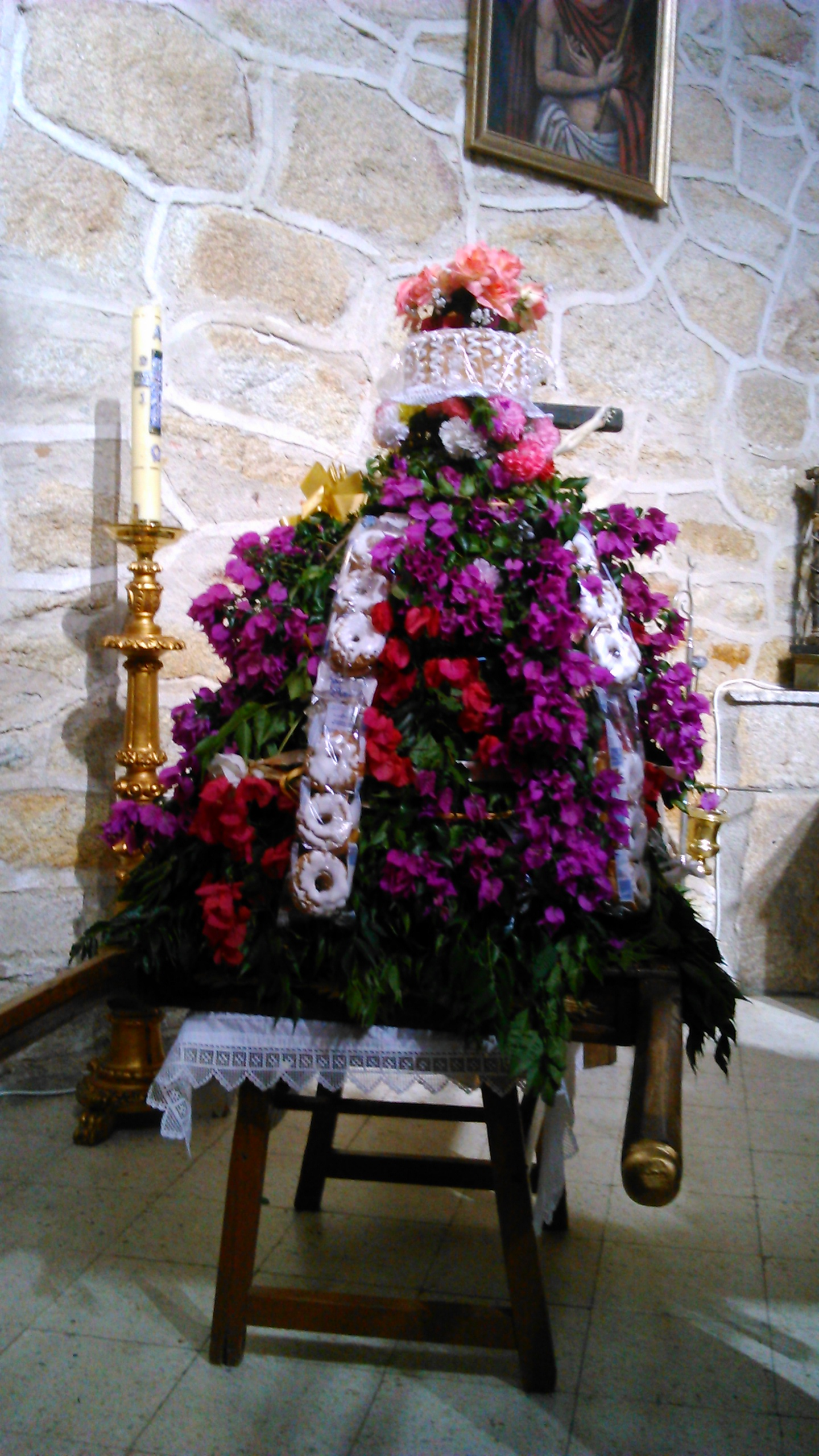
Ofrenda a San Lucas.

Actualmente esta fiesta ha resurgido, tras un periodo de decaimiento. Comienza el 17 de octubre por la tarde con el "petitorio", al son del tamboril y la flauta. El 18 se celebra misa y procesión del santo evangelista. Durante estas fiestas se pueden degustar las perronillas, carne de machorra y excelente vino de pitarra torniego.[cita requerida]

#### Nuestra Señora de la Piedad (15 de agosto)

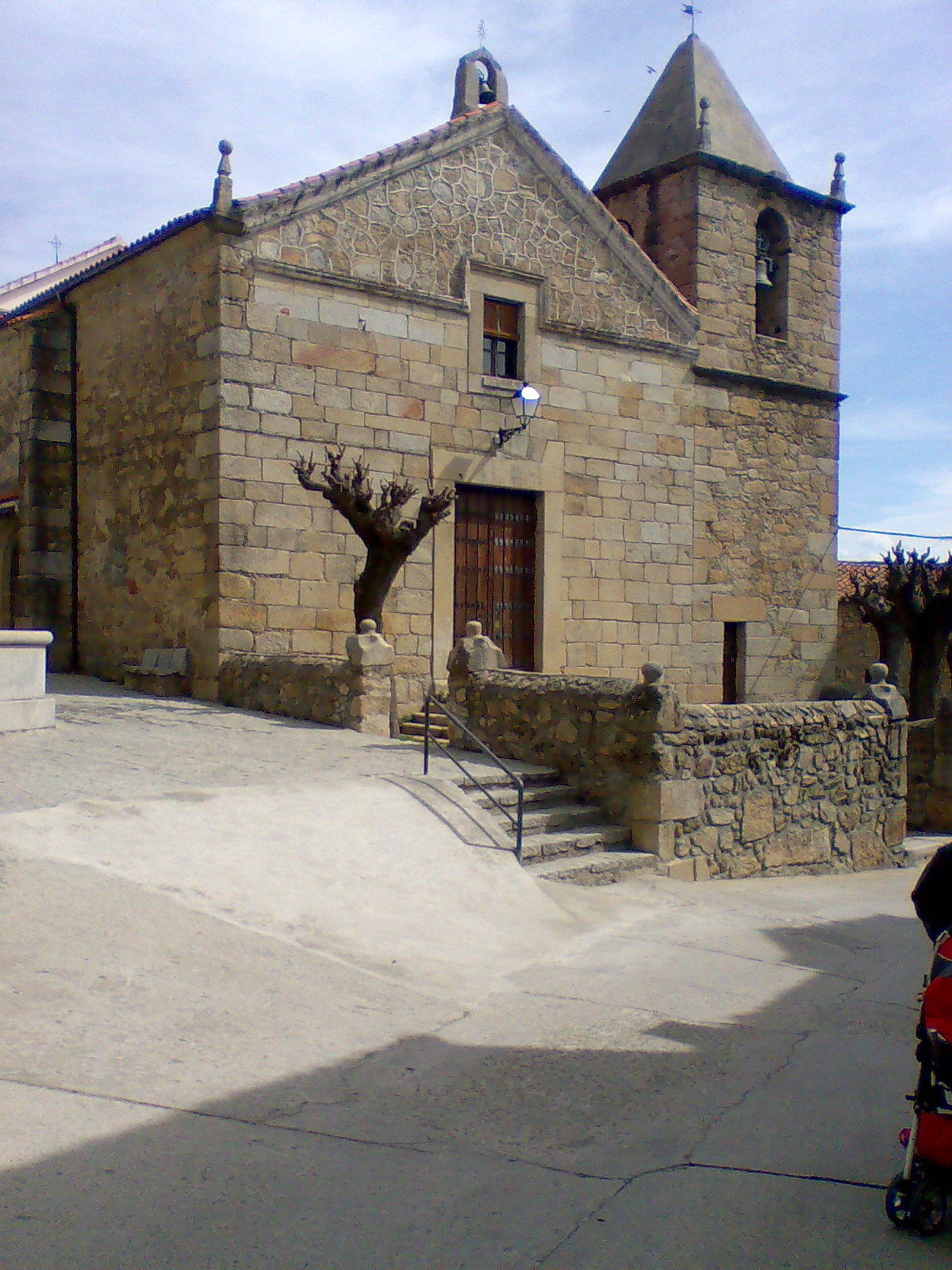
Iglesia parroquial.

Esta fiesta empezó a cobrar importancia a partir de los años 1950. Por esta época muchos vecinos emigran buscando trabajo a las ciudades y regresan a El Torno en agosto, resultando entonces la fiesta más concurrida y animada.
Comienza el 14 de agosto por la tarde con el "pregón" y el "petitorio". Al anochecer se forma una gran verbena popular en la plaza. En la madrugada del día 15 se celebra la tradicional "alborada" en la que se invita a los fieles al Rosario de la Aurora

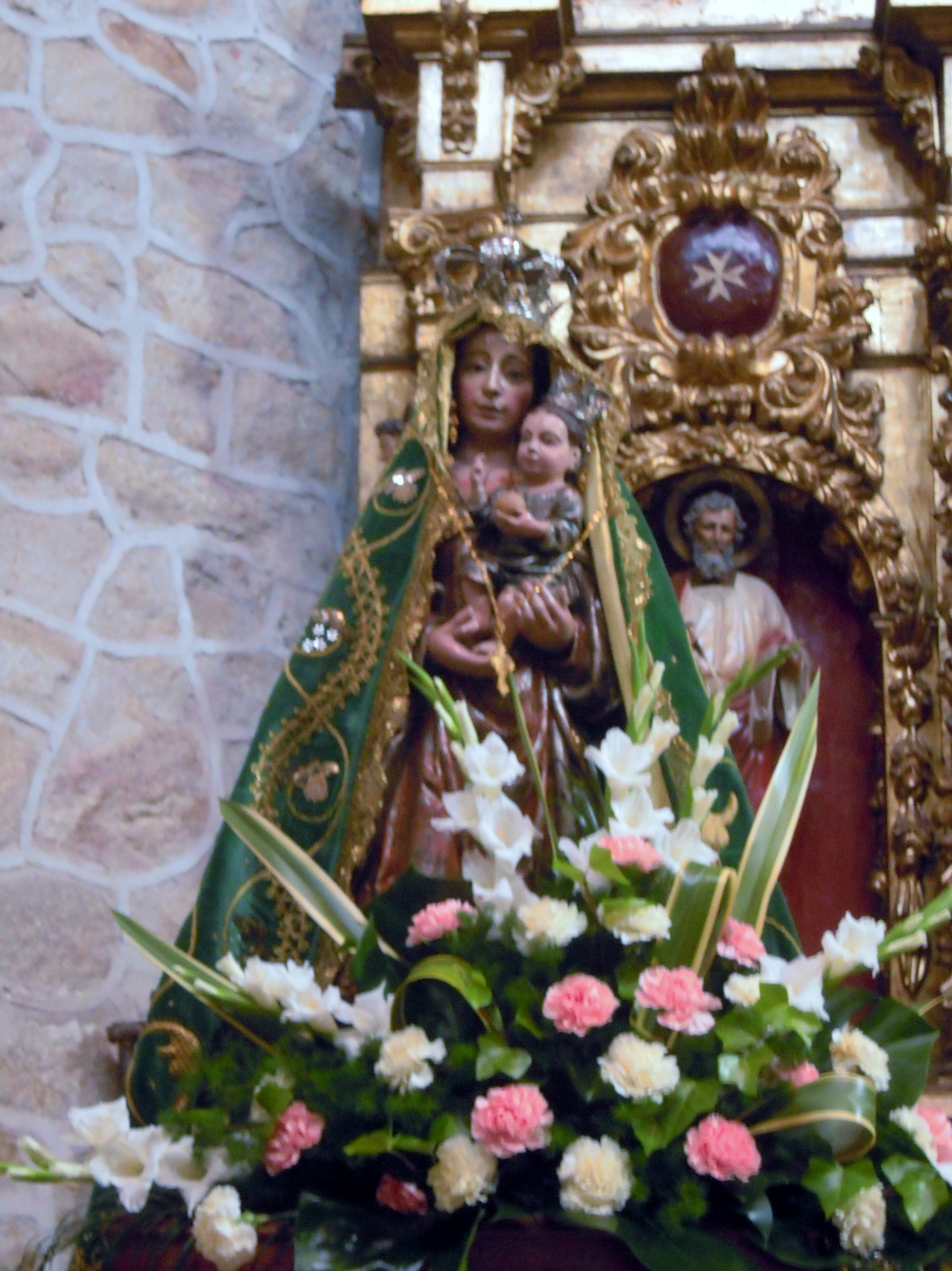
Talla Flamenca del.

A las doce del mediodía se celebra misa y procesión de la imagen por el recorrido habitual. Cuando anochece comienzan los juegos y concursos que dan paso a las verbenas, grandes protagonistas de estas fiestas, a las que acuden numerosos forasteros de todo el valle, y que se celebran durante los tres días siguientes.

#### San Sebastián Valeroso (20 de enero)
Antaño esta fiesta era muy celebrada por todos los vecinos, que dejaban incluso las faenas del campo por la tarde, al tocar la campana de la ermita a vísperas. Se sacaba el santo en procesión llevado a hombros por los mayordomos hasta la iglesia. 
El primer día se cantaba misa y en procesión era llevado a la puerta de la ermita, subastándose los cuatro brazos de las andas para devolverle a su altar.
En 1920 la ermita fue vendida, la imagen llevada a la iglesia-
Al día siguiente se sacaba al Santo en procesión, portado por los quintos con vestimenta militar; durante el recorrido se tiraban salvas y a continuación se celebraba la misa cantada.

#### Carnaval

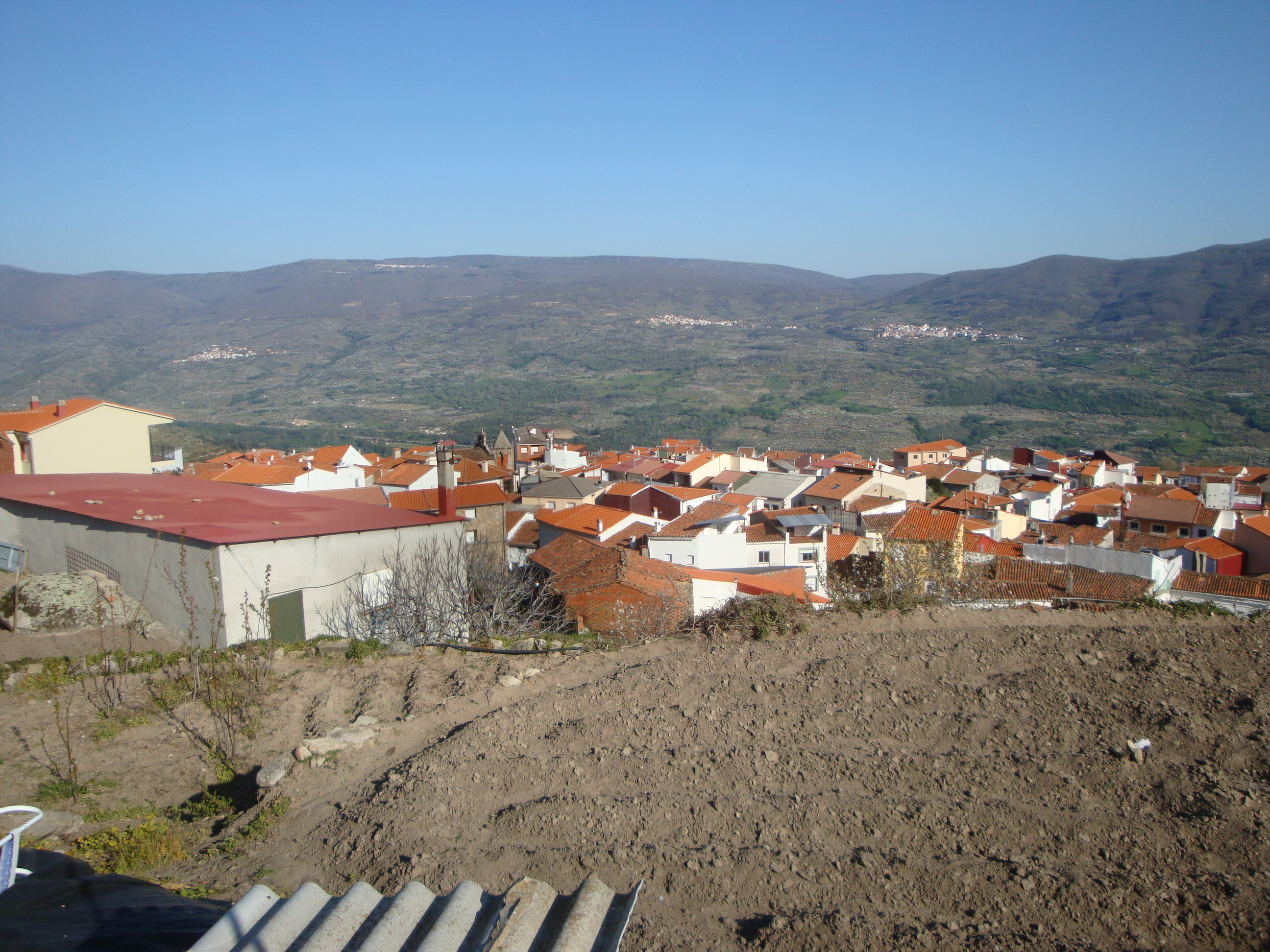
Vista de El Torno desde La Lanchilla.

Antiguamente esta fiesta se vivía con gran regocija saliendo durante estos días rondas y disfraces.
El Miércoles de Ceniza a media tarde se torea la vaquilla en la plaza, siendo la imitación de una capea en la que el toro es un mozo cubierto con una manta y unas astas de vaca sobre la cabeza. Los diestros son las mozas.
Es tradicional en estas fiestas degustar turrillos, patatas "escabechás" y huesillos.

#### Cuaresma
Época de recogimiento y sin diversión.
Los jóvenes pasaban el tiempo paseando por la carretera; las mozas jugando a "los alfileres" y al "álamo" y la mocedad que guardaba luto paseaba por lugares distintos: Las Callejas y Las Tontas.
Antaño, a media tarde del Jueves Santo, se celebraba el "jubileo", en el que las mozas daban siete vueltas a la cancela rezando en cada una treinta y tres Credo (liturgia)Credos.
La noche del Viernes Santo se celebra la procesión de los capazos (esteras circulares utilizadas en los lagares para prensar las aceitunas), que colocados a lo largo del recorrido alumbran el paso del Nazareno y de la Dolorosa.[cita requerida]